# Corpúsculo de Pacini

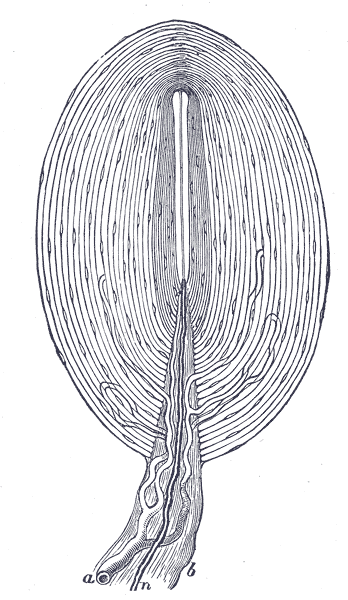
Corpúsculo de Pacini

O corpúsculo de Pacini ou também corpúsculo lamelar é um mecanorreceptor que se encontra no tecido conjuntivo, tanto na derme, como nas vísceras, tendões e nas articulações. Neste caso, executam ações relacionadas com a propriocepção.
Como se vê na figura, os corpúsculos de Pacini são formados por uma terminação nervosa recoberta por finas camadas de tecido conjuntivo, o que lhe confere o aspecto de uma minúscula cebola (Têm cerca de 1 mm de diâmetro). Na figura, vê-se também uma arteríola que irriga o órgão.

Estes receptores respondem à deformação nas suas camadas de proteção, causadas por uma pressão sobre o órgão onde estão implantados.